# تجميع الروابط

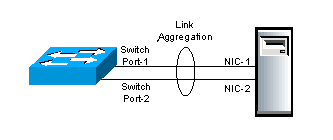
تجميع الروابط بين مفتاح وصل وخادم

في الشبكات الحاسوبية، ينطبق مصطلح تجميع الروابط على الطرق المختلفة لدمج (تجميع) اتصالات الشبكة المتعددة بشكل متوازٍ (متناظر) من أجل زيادة معدل الإنتاجية إلى أبعد مما يمكن أن يحافظ عليه اتصال واحد، ولتوفير التكرار (الدعم الاحتياطي) في حالة فشل أحد الوصلات. تدمج مجموعة تجميع الارتباطات «إل أي جي» عددًا من المنافذ الفيزيائية معًا لإنشاء مسار بيانات ذي نطاق ترددي (عرض حزمة) عريض واحد، وذلك من أجل تطبيق مشاركة حمل الحركة بين المنافذ الأعضاء في المجموعة ولتعزيز موثوقية الاتصال.
تشتمل المصطلحات الأخرى المستخدمة لوصف الألية على التوصيل المنطقي (الرقمي) للمنافذ، تحزيم الروابط، ترابط الإيثرنت- الشبكة-بطاقة الشبكة «أن آي سي»، ربط القنوات، توجيه المنافذ أو تجميع بطاقات الشبكة «أن آي سي». لا تشمل هذه المصطلحات الشاملة فقط المعايير المستقلة عن البائع، مثل بروتوكول التحكم في تجميع الروابط «أل إيه سي بّي» الخاص بشبكة «الإيثرنت» المحددة في المعيار «802.1 إيه إكس» الخاص ب «آي تربل إي» أو المعيار السابق «802.1 إيه دي» الخاص ب «آي تربل إي»، ولكن أيضًا حلول الملكية المختلفة.

## الوصف
يعالج تجميع الروابط مشكلتين في اتصالات الإيثرنت: قيود عرض الحزمة الترددية ونقص المرونة.
فيما يتعلق بالمسألة الأولى: متطلبات عرض الحزمة الترددية لا تزداد تدريجيًا بشكل خطي. تاريخيًا، زادت عروض الحزمة للإيثرنت عشرة أضعاف كل جيل: 10 ميغابت في الثانية، 100 ميجابت في الثانية، 1000 ميجابت في الثانية، 10000 ميجابت في الثانية. إذا كان عرض الحزمة غير كاف للشخص، فإن الخيار الوحيد هو الانتقال إلى الجيل التالي الذي قد يكون باهظ التكلفة. الحل البديل، الذي طرحه العديد من مصنّعي الشبكات في أوائل التسعينيات، هو الجمع بين وصلتين إيثرنت فيزيائيتين في وصلة منطقية واحدة عبر ربط القنوات. تتطلب معظم هذه الحلول الإعداد اليدوي والمعدات المتماثلة على جانبي التجميع.
المشكلة الثانية تتضمن ثلاث «نقاط انهيار حاسمة» في اتصال منفذ- كبل- منفذ نموذجي. إما في الإعداد الاعتيادي ل حاسب إلى مبدل أو مبدل إلى مبدل، يمكن أن يفشل الكابل نفسه أو أي من المنافذ الموصول الكابل بها. يمكن إجراء اتصالات فيزيائية متعددة، ولكن العديد من بروتوكولات المستوى الأعلى لم تصمم لتفشل بسهولة تامة.

## البنية
يمكن لمصممي الشبكات تطبيق التجميع في أي من الطبقات الثلاث الأولى لنموذج «أو أس آي»
- تتضمن أمثلة التجميع في الطبقة الأولى (الطبقة الفيزيائية) خط التغذية (مثل آي تربل إي 1901) وأجهزة الشبكة اللاسلكية (مثل آي تربل إي 802.11) التي تجمع بين نطاقات تردد متعددة.
- يحدث التجميع في الطبقة الثانية لنموذج «أو أس آي» (طبقة ربط البيانات، مثل إطار الإيثرنت في الشبكات المحلية «لان» أو «بّي بّي بّي» متعدد الوصلات في شبكات «وان» أو «عنوان التحكم بالنفاذ بالوسط») عادةً عبر منافذ المبدل، والتي يمكن أن تكون إما منافذ فيزيائية أو منافذ افتراضية تُدار بواسطة نظام تشغيل.
- يمكن للتجميع في الطبقة الثالثة (طبقة الشبكة) في نموذج «أو أس آي» استخدام جدولة راوند روبن أو قيم التجزئة «هاش» المحسوبة من الحقول الموجودة في رأس الحزمة، أو مزيج من هاتين الطريقتين.

بغض النظر عن الطبقة التي يحدث فيها التجميع، من الممكن موازنة حمل الشبكة عبر جميع الوصلات. ومع ذلك، لا تستفيد جميع التطبيقات من هذا الأمر. توفر معظم الطرق بروتوكول «تجاوز الفشل» أيضًا.
يمكن أن يحدث الدمج إما بأن تشترك واجهات متعددة في عنوان منطقي واحد (أي «أي بّي») أو عنوان فيزيائي واحد (أي عنوان التحكم بالنفاذ بالوسط «ماك»)، أو أن يسمح لكل واجهة بأن يكون لها عنوانها الخاص. يتطلب الأول أن يستخدم طرفا الوصلة نفس طريقة التجميع، لكن يمتلك أفضلية بالأداء عن الثاني.
يختلف ربط القناة عن موازنة الحمل في أن موازنة الحمل تقسم حركة المرور بين واجهات الشبكة على أساس مقبس الشبكة (الطبقة الرابعة)، في حين أن ربط القناة يتضمن تقسيم الحركة بين الواجهات الفيزيائية على مستوى أقل، إما لكل حزمة (الطبقة الثالثة) أو أساس ربط البيانات (الطبقة الثانية).

## تجميع وصلة آي تربل إي

### عملية توحيد المعايير
بحلول منتصف التسعينيات، كانت معظم الشركات المصنعة لمبدل الشبكة قد أدرجت القدرة التجميعية كامتداد خاص لزيادة النطاق الترددي بين مبدلاتها. طور كل مُصنع طريقته الخاصة، ما أدى إلى مشاكل التوافق. تولت مجموعة آي تربل إي 802.3» الدراسة لإنشاء معيار لطبقة الربط قابلة للتشغيل في اجتماع في نوفمبر 1997. وافقت المجموعة بسرعة على تضمين ميزة الإعداد التلقائي التي ستضاف إلى الدعم الاحتياطي أيضا. أصبح هذا يعرف باسم «بروتوكول التحكم في تجميع الوصلات».

#### الإصدار الأولي ل 802.3 أي دي في عام 2000
اعتبارًا من عام 2000، تستخدم معظم مخططات ربط قنوات ذات عرض الحزمة غيغابت معيار آي تربل إي الخاص بتجميع الوصلات والذي كان سابقًا البند 43 من معيار آي تربل إي 802.3 الذي أضيف في مارس 2000 من قبل فريق عمل آي تربل إي 802.3 أي دي. اعتمدت تقريبًا كل شركة مصنعة لمعدات الشبكات هذا المعيار المشترك على معاييرها الخاصة.

#### الانتقال لطبقة 802.1 في عام 2008
أشار تقرير فريق صيانة 802.3 لمشروع التنقيح التاسع في نوفمبر 2006 إلى أن بعض طبقات 802.1 (مثل أمان 802.1 إكس) وضعت في حزمة البروتوكولات أسفل تجميع الروابط الذي عُرف على أنه طبقة فرعية ل 802.3. لحل هذا التناقض، شُكلت فرقة العمل 802.3 أي إكس (802.1 أي إكس)، ما أدى إلى النقل الرسمي للبروتوكول إلى مجموعة 802.1 مع نشر آي تربل إي 802.3 أي إكس- 2008 في 3 نوفمبر 2008.

### بروتوكول التحكم بتجميع الروابط
ضمن مواصفات آي تربل إي، يوفر بروتوكول التحكم بتجميع الروابط «أل أي سي بّي» طريقة للتحكم في تجميع العديد من المنافذ الفيزيائية معًا لتشكيل قناة منطقية واحدة. يتيح «أل أي سي بّي» لجهاز الشبكة التفاوض على تجميع تلقائي للروابط عن طريق إرسال حزم «أل أي سي بّي» إلى النظير (جهاز متصل مباشرة يقوم أيضًا بتطبيق «أل أي سي بّي»).
خصائص أل أي سي بّي وأمثلة عملية
1.الحد الأقصى لعدد المنافذ المجمعة المسموح بها في قناة المنفذ: عادة ما تكون القيم الصالحة من 1 إلى 8.

2. ترسل حزم أل أي سي بّي بعنوان «ماك» الخاص بمجموعة الإرسال المتعدد « 01:80:c2:00:00:02 (01-80-c2-00-00-02)»

3. خلال فترة الكشف ل «أل أي سي بّي»
- ترسل رزم «أل أي سي بّي» كل ثانية
- ألية الحفاظ على حياة وصلة العضو: (الافتراضي: بطيء=30 ثانية، سريع= 1 ثانية)

4. يمكن ل «أل أي سي بّي» أن يمتلك وضع موازنة الحمل ل منفذ-قناة
- الوصلة (هوية الوصلة) عدد صحيح يعرف الوصلة العضو لموازنة الحمل. المجال من 1 إلى 8.

5 وضع «أل أي سي بّي»
- فعال: تفعيل «أل أي سي بّي» بدون شروط
- سلبي: تفعيل «أل أي سي بّي» فقط عندما يكشف جهاز «أل أي سي بّي» (هذه هي الحالة الافتراضية)